# Aristolochia rostrata
Aristolochia rostrata är en piprankeväxtart som beskrevs av H. W. Pfeifer. Aristolochia rostrata ingår i släktet piprankor, och familjen piprankeväxter. Inga underarter finns listade i Catalogue of Life.